# Aristochromis christyi
Aristochromis christyi är en fiskart som beskrevs av Trewavas, 1935. Aristochromis christyi ingår i släktet Aristochromis och familjen Cichlidae. IUCN kategoriserar arten globalt som livskraftig. Inga underarter finns listade i Catalogue of Life.